# Micrognathophora
Micrognathophora is een geslacht van vliesvleugeligen uit de familie Pteromalidae. De wetenschappelijke naam van dit geslacht is voor het eerst geldig gepubliceerd in 1922 door Grandi.

## Soorten
Het geslacht Micrognathophora is monotypisch en omvat slechts de volgende soort:
- Micrognathophora leptoptera Grandi, 1922